# Alex Monteiro de Lima
Alexandre Monteiro de Lima, meglio noto come Alex (San Paolo, 15 dicembre 1988), è un calciatore brasiliano, centrocampista svincolato.

## Statistiche

### Presenze e reti nei club
| Stagione          | Squadra           | Campionato        | Campionato | Campionato | Coppe nazionali | Coppe nazionali | Coppe nazionali | Coppe continentali | Coppe continentali | Coppe continentali | Altre coppe | Altre coppe | Altre coppe | Totale | Totale |
| Stagione          | Squadra           | Comp              | Pres       | Reti       | Comp            | Pres            | Reti            | Comp               | Pres               | Reti               | Comp        | Pres        | Reti        | Pres   | Reti   |
| ----------------- | ----------------- | ----------------- | ---------- | ---------- | --------------- | --------------- | --------------- | ------------------ | ------------------ | ------------------ | ----------- | ----------- | ----------- | ------ | ------ |
| 2020              | Hồ Chí Minh       | V                 | 3          | 0          | CV              | 0               | 0               | AFC                | 0                  | 0                  | -           | -           | -           | 3      | 0      |
| 2020-2021         | Jamshedpur        | ISL               | 19         | 0          | -               | -               | -               | -                  | -                  | -                  | -           | -           | -           | 19     | 0      |
| 2021-2022         | Jamshedpur        | ISL               | 20+2       | 1          | -               | -               | -               | -                  | -                  | -                  | DC          | 0           | 0           | 22     | 1      |
| Totale Jamshedpur | Totale Jamshedpur | Totale Jamshedpur | 41         | 1          |                 | 0               | 0               |                    | 0                  | 0                  |             | -           | -           | 41     | 1      |
| 2022-2023         | East Bengal       | ISL               | 16         | 1          | SC              | 3               | 0               | -                  | -                  | -                  | DC          | 4           | 0           | 23     | 1      |
| Totale carriera   | Totale carriera   | Totale carriera   | 60         | 2          |                 | 3               | 0               |                    | 0                  | 0                  |             | 4           | 0           | 67     | 2      |

## Palmarès

### Competizioni nazionali
- ISL Shield: 1

Jamshedpur:2021-2022